# 厚み
厚み（あつみ）、厚さ（あつさ）とは、面的な広がりをもつ物体が、その広がりとは垂直な方向にどれだけの長さを持つかということ。膜や板など、一般に平べったいものとして認識されるような物体のもつ属性の一つ。ただし、たとえば食パンの厚みといったとき、必ずしも平べったいとはいえないほど厚く切ったものでも厚みという言葉は用いられるので、一般的な語彙として必ずしもそこまで限定されたイメージを持つ語というわけでもない。

## 慣用句
- 面の皮が厚い
- 厚顔無恥
- 情に厚い
- 襟が厚い

## 関連用語
- 長さ
- 幅
- 奥行き
- 厚み (囲碁)